# Parque Nacional Ashizuri-Uwakai
O parque nacional Ashizuri-Uwakai é um parque nacional japonês, extendendo-se por 11 345 hectares nas prefeituras de Ehime e Kochi. Foi inicialmente designado um parque quase-nacional em 1955, sendo expandido e tornado em um parque nacional em 10 de novembro de 1972.